# Neoserica gebieni
Neoserica gebieni är en skalbaggsart som beskrevs av Moser 1918. Neoserica gebieni ingår i släktet Neoserica och familjen Melolonthidae. Inga underarter finns listade i Catalogue of Life.